# Andrej Bajuk
Andrej Bajuk (Ljubljana, 1943. október 18. – Ljubljana, 2011. augusztus 16.) szlovén közgazdász, politikus, miniszterelnök, pénzügyminiszter.

## Élete
A németek által megszállt Ljubljanában született a második világháború alatt értelmiségi családban. Apja klasszika-filológus, nagyapja pedig a főváros legtekintélyesebb középiskolájának, a Bežigrad gimnáziumnak az igazgatója volt. Családi barátjuk volt Edvard Kocbek költő, politikus.
Családja 1945 májusában elhagyta Jugoszláviát attól tartva, hogy a megszállókkal való együttműködés miatt retorziók érhetik őket. Csaknem három évet töltöttek menekülttáborokban Ausztriában, majd Argentínába emigráltak, ahol Mendozában telepedtek le. Ott nőtt föl, végezte iskoláit, alapított családot. A mendozai egyetem után Chicagóban és a kaliforniai Berkeleyben folytatta tanulmányait.

## Nemzetközi pályafutása
Kezdetben a mendozai egyetemen tanított. Az 1976-os katonai puccs után elbocsátották. Ekkor Washingtonba ment és a Világbanknál dolgozott egy évig. Utána az Inter-American Development Bankhoz igazolt, ahol hosszú pályát futott be, elérve az elnökhelyettesi posztot. 1994 szeptemberétől a bank párizsi képviselője lett.

## Hazatérése Szlovéniába
1999 második felétől egyre több időt töltött Szlovéniában és a jobbközép pártok gazdasági tanácsadója lett. A Szlovén Kereszténydemokrata Párt (SKD) és a Szlovén Néppárt (SLS) az utóbbi néven történt egyesülése után annak elnökhelyettesévé választották.
2000. május 3-tól, Janez Drnovšek kormányának bukása után Andrej Bajuk miniszterelnök lett. Ezt a posztot 2000. november 16-ig töltötte be, amikor is a választások eredményeképpen újra Drnovšek alakított kormányt. Időközben júliusban pártja a korábbi megállapodásoktól eltérően az arányos képviseleten alapuló választói rendszer mellett szavazott, ezért Bajuk kilépett az SLS-ből és augusztusban új pártot alapított Új Szlovénia néven (Nova Slovenija, N.Si).
A 2000. őszi választások után Bajuk pártja ellenzékben maradt és Janez Janša pártjával együtt árnyékkormányt hozott létre.
A 2004-es választások után Janša kormányában pénzügyminiszter lett.
2005-ben a Financial Times pénzügyi kiadványa, a The Banker az év európai pénzügyminiszterévé választotta. Ő irányította az euró bevezetését Szlovéniában, amire 2007. január 1-jén került sor.
2008 első felében, az EU szlovén elnöksége idején az európai pénzügyminiszterek tanácsának, az ECOFIN-nek az elnöki tisztét töltötte be.
A 2008-as őszi választáson pártja kiesett a parlamentből, ő maga pedig ezt követően lemondott pártelnöki tisztségéről és visszavonult a politikától. 
Bajuk 2011. augusztus 16-án hunyt el, halálát agyvérzés okozta.